# Caligo bellerophon
Caligo bellerophon is een vlinder uit de familie Nymphalidae. De wetenschappelijke naam van de soort is voor het eerst geldig gepubliceerd in 1903 door Hans Ferdinand Emil Julius Stichel.